# Odenildo Sena
Odenildo Sena (Santarém, 1951), é um professor, escritor e filólogo brasileiro, presidente da Confap - Conselho Nacional das Fundações de Amparo à Pesquisa em 2007.

## Formação Acadêmica
Sena é professor da Universidade Federal do Amazonas. Doutor em Lingüística Aplicada pela PUC-SP (Pontifícia Universidade Católica), onde defendeu a tese De Fernando a Fernando: as Teias Ideológicas do Poder, em 1997.
Em 2007, como diretor-presidente da Fundação de Amparo à Pesquisa do Amazonas (Fapeam), foi eleito presidente da Confap, que tem entre seus membros a Fapesp, a Fapemig e mais 20 fundações estaduais de amparo à pesquisa. "O grande desafio da gestão é lutar pela descentralização dos investimentos federais em Ciência e Tecnologia reduzindo as desigualdades regionais", segundo Odenildo.
À frente da Fapeam (Fundação de Amparo à Pesquisa do Amazonas) conseguiu elevar as destinações orçamentárias neste Estado, a ponto de colocá-lo em posição de destaque no cenário nacional da pesquisa científica

## Publicações
Após seu doutoramento, Odenildo Sena publicou dois livros. O primeiro, Palavra, Poder e Ensino da Língua teve a primeira edição lançada em 1999 pela EDUA (Editora da Universidade Federal do Amazonas) e a segunda, dois anos depois, em 2001, pela Editora Valer.
O segundo livro, A Engenharia do Texto: Um Caminho Rumo à Prática da Boa Redação foi lançado em 2004 pela EDUA. A obra, atualmente, encontra-se na 3ª edição com a edição da Editora Valer.
Segundo Odenildo, "é preciso desmistificar o ensino da língua portuguesa quanto aos exageros da gramatiquice praticada por parcela significativa dos docentes da área".
"A Engenharia do Texto é um roteiro seguro para quem quer trilhar o ar do caminho da comunicação escrita" declara o Prof. Carlos Eduardo Gonçalves na apresentação do livro.